# Geokichla princei
El zorzal de Ghana (Geokichla princei) es una especie de ave paseriforme de la familia Turdidae que habita en África occidental y central.

## Distribución y hábitat
El zorzal de Ghana vive en las selvas tropicales húmedas de África occidental y central, distribuido por Gabón, Ghana, Costa de Marfil, Liberia, Sierra Leona, Camerún, la República Democrática del Congo y Uganda.